# مانگونه
مانگونه (به ایتالیایی: Mangone) یک کومونه در ایتالیا است که در استان کزنتزا واقع شده‌است.

## خصوصیات
مانگونه ۱۲ کیلومترمربع مساحت و ۱٬۸۰۴ نفر جمعیت دارد.